# زنبورها در اسطوره‌شناسی

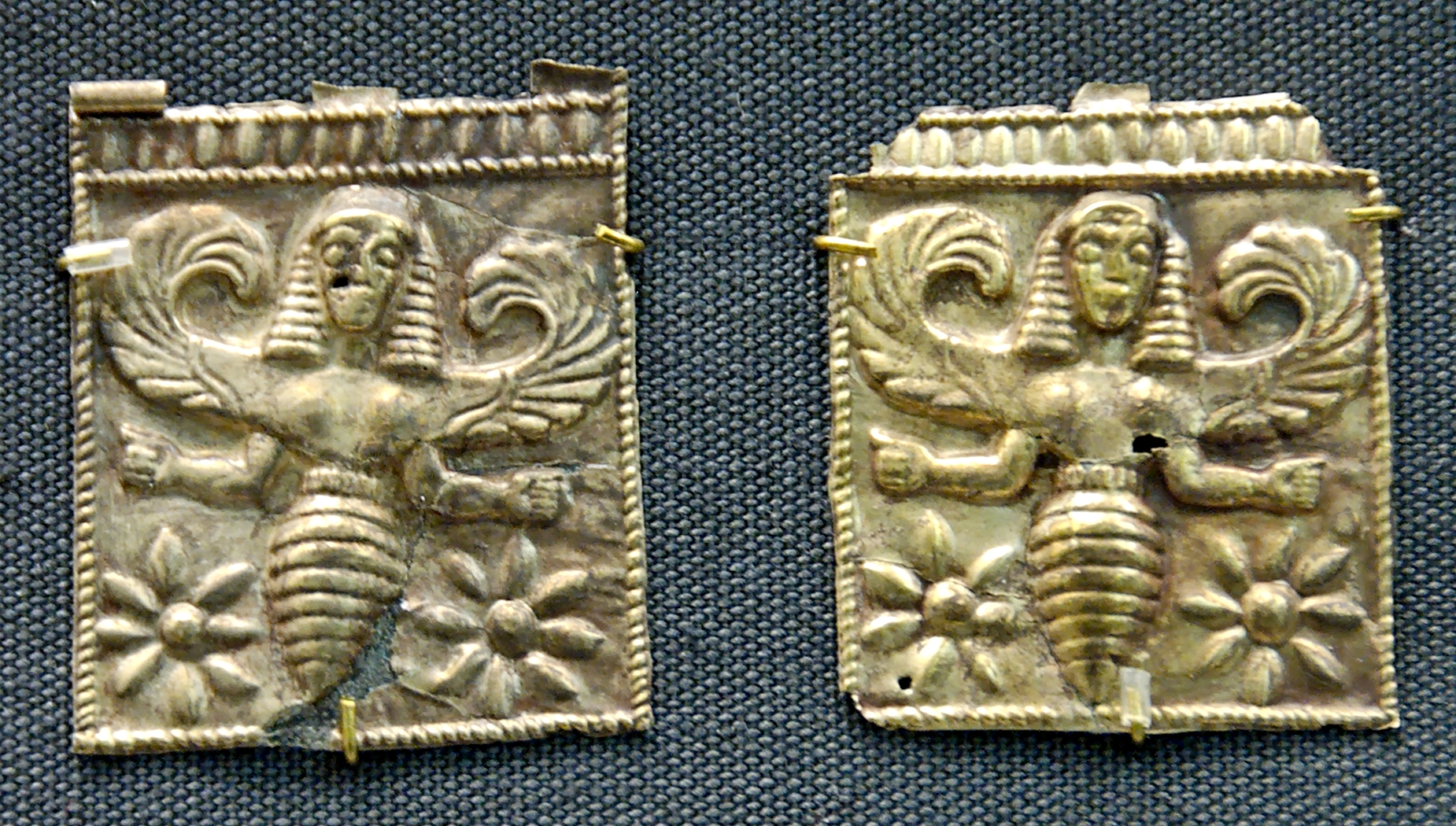
پلاک‌های طلا نقش‌بندی‌شده با الهه‌های زنبور بال‌دار، شاید Thriae یا شاید الهه قدیمی‌تر، که در کامیروس، رودز، متعلق به سدهٔ هفتم پیش از میلاد (موزه بریتانیا) یافت شده است.

زنبورها در اسطوره‌ها و فولکلور در سراسر جهان برجسته شده‌اند. عسل و موم حداقل از دوره میان‌سنگی منابع مهمی برای انسان بوده‌اند و در نتیجه رابطه انسان با زنبورها - به‌ویژه زنبورهای عسل - از برخورد با زنبورهای وحشی (چه در دوران پیشاتاریخ و چه در عصر حاضر) تا نگهداری آنها در کشاورزی متغیر بوده است. . خود زنبورها اغلب به عنوان جانوران جادویی و عسل آنها به عنوان یک هدیه الهی شناخته می‌شوند.